# Laprugne
Laprugne (okzitanisch Laprunha) ist eine französische Gemeinde mit 310 Einwohnern (Stand: 1. Januar 2022) im Département Allier in der Region Auvergne-Rhône-Alpes (bis 2015 Auvergne). Sie gehört zum Arrondissement Vichy und zum Kanton Lapalisse. Die Einwohner werden Prugnards genannt.

## Geographie
Laprugne liegt im Zentralmassiv an der Grenze zum Département Loire, etwa 25 Kilometer südöstlich von Vichy.
Die Nachbargemeinden von Laprugne sind La Chabanne im Norden, Saint-Nicolas-des-Biefs im Nordosten und Osten, Arcon im Osten, La Tuilière im Südosten, Saint-Priest-la-Prugne im Süden, Lavoine im Südwesten und Westen sowie Ferrières-sur-Sichon im Westen und Nordwesten.

## Bevölkerungsentwicklung
| Jahr                       | 1962 | 1968 | 1975 | 1982 | 1990 | 1999 | 2006 | 2011 | 2019 |
| Einwohner                  | 1306 | 1415 | 1015 | 560  | 509  | 405  | 370  | 351  | 313  |
| Quellen: Cassini und INSEE |      |      |      |      |      |      |      |      |      |

## Sehenswürdigkeiten
- Kirche Saint-Jean-Baptiste von 1877

Siehe auch: Liste der Monuments historiques in Laprugne